# ژانگ زیفنگ
ژانگ زیفنگ (انگلیسی: Zhang Zifeng؛ زادهٔ ۲۷ اوت ۲۰۰۱)، همچنین با نام وندی ژانگ (انگلیسی: Wendy Zhang) نیز شناخته می‌شود، بازیگر اهل چین است که در آکادمی فیلم پکن تحصیل کرده‌است. او امروزه به عنوان یکی از بهترین بازیگران جوان در چین شناخته می‌شود.